# Sören Brunes
Sören Karl Gustav Brunes, född 29 september 1938 i Sundsvalls församling i Västernorrlands län, död 6 maj 2016 i Engelbrekts distrikt i Stockholm, var en svensk scenograf.

## Biografi
Sören Brunes var son till direktören Sören Brunes och Kitty, ogift Carstensen. Han utbildade sig till byggnadsingenjör och arbetade i sin ungdom på David Dahls arkitektkontor och på sin fritid som allt-i-allo på Pistolteatern. Han var större delen av sitt arbetsliv frilansande scenograf, med början med musikalen Hår på Scalateatern 1968 och Nalle Puh för Riksteatern.
Sören Brunes var 1963–1964 gift med Berit Karlsson (född 1942). Under många år var han sedan sambo med skådespelaren Lise-Lotte Nilsson (1945–2016), med vilken han fick två döttrar: scenografen Zofi Nilsson (född 1968) och regissören Nora Nilsson (född 1980). Därefter var han sambo från 1991 med journalisten Birgitta Albons (1943–2007) till hennes död. Brunes och Albons är begravda på Norra begravningsplatsen utanför Stockholm.

## Teater

### Scenografi
| År   | Produktion                                                                   | Upphovsmän                                                                      | Regi                                                   | Teater                                      | Noter                 |
| ---- | ---------------------------------------------------------------------------- | ------------------------------------------------------------------------------- | ------------------------------------------------------ | ------------------------------------------- | --------------------- |
| 1971 | Räddad Saved                                                                 | Edward Bond Översättning Carl-Olof Lång och Sigbritt Lång                       | Jan Håkanson                                           | Stockholms stadsteater                      |                       |
| 1971 | Sol, vad vill du mig?                                                        | Birger Norman                                                                   | Ingvar Kjellson                                        | Dramaten                                    |                       |
| 1973 | Gösta Berlings saga                                                          | Selma Lagerlöf                                                                  | Johan Bergenstråhle Marie-Louise De Geer Bergenstråhle | Stockholms stadsteater                      |                       |
| 1974 | Peer Gynt, del I                                                             | Henrik Ibsen Översättning Lars Forssell                                         | Fred Hjelm                                             | Stockholms stadsteater                      |                       |
| 1975 | Peer Gynt, del II                                                            | Henrik Ibsen Översättning Lars Forssell                                         | Fred Hjelm                                             | Stockholms stadsteater                      |                       |
| 1976 | Längtan Frühlings Erwachen                                                   | Frank Wedekind                                                                  | Jonas Cornell                                          | Stockholms stadsteater                      |                       |
| 1976 | Chez nous                                                                    | Per Olov Enquist och Anders Ehnmark                                             | Lars Göran Carlson                                     | Dramaten                                    |                       |
| 1979 | Mannen på trottoaren                                                         | Per Olov Enquist och Anders Ehnmark                                             | Staffan Roos                                           | Dramaten                                    |                       |
| 1980 | Draken Drakon                                                                | Jevgenij Sjvarts                                                                | Stefan Böhm                                            | Fria Proteatern                             |                       |
| 1980 | Hoppla, vi lever! Hoppla, wir leben!                                         | Ernst Toller Översättning Carl Torell                                           | Fred Hjelm                                             | Stockholms stadsteater                      |                       |
| 1982 | Maratondansen They Shoot Horses, Don't They?                                 | Horace McCoy Översättning Lars Björkman                                         | Fred Hjelm                                             | Stockholms stadsteater                      | Scenografi och kostym |
| 1984 | Go' natt, mor 'night, Mother                                                 | Marsha Norman Översättning Gunilla Anderman                                     | Björn Melander                                         | Stockholms stadsteater                      |                       |
| 1985 | Herr Puntila och hans dräng Matti Herr Puntila und sein Knecht Matti         | Bertolt Brecht Översättning Alf Henrikson                                       | Fred Hjelm                                             | Stockholms stadsteater                      |                       |
| 1987 | Kurage och hennes barn Mutter Courage und ihre Kinder                        | Bertolt Brecht                                                                  | Ragnar Lyth                                            | Stockholms stadsteater                      |                       |
| 1989 | Den stora lögnen A lie of the mind                                           | Sam Shepard                                                                     | Jan Håkanson                                           | Stockholms stadsteater                      | Scenografi och kostym |
| 1991 | Och ge oss skuggorna                                                         | Lars Norén                                                                      | Björn Melander                                         | Dramaten                                    |                       |
| 1992 | Tiden är vårt hem                                                            | Lars Norén                                                                      | Björn Melander                                         | Dramaten                                    |                       |
| 1995 | Tre långa kvinnor Three tall Women                                           | Edward Albee                                                                    | Björn Melander                                         | Dramaten                                    |                       |
| 1996 | Kabaré… tre år kvar…                                                         |                                                                                 | Lennart Hjulström                                      | Dramaten                                    |                       |
| 2000 | XL - en flott pjäs om fett                                                   | Johan Paulsen                                                                   | Johan Paulsen                                          | Stockholms stadsteater                      |                       |
| 2003 | Fritänkaren                                                                  | August Strindberg                                                               | Richard Turpin                                         | Strindbergs Intima Teater                   |                       |
| 2004 | Tre farbröder som inte ville dö Van drie oude mannetjes die niet dood wilden | Suzanne van Lohuizen Översättning Maria Tellander                               | Lars-Eric Brossner                                     | Folkteatern                                 | Scenografi och kostym |
| 2005 | Sultanens hemlighet alʼSultan al-hair                                        | Tawfiq al-Hakim                                                                 | Eva Bergman                                            | Dramaten                                    |                       |
| 2006 | sex.våld.blod.äckel sex.violence.blood.gore                                  | Alfian Sa'at Översättning Magnus Lindman                                        | Richard Turpin                                         | Teater Tribunalen                           |                       |
| 2006 | Jösses flickor – Återkomsten                                                 | Margareta Garpe, Suzanne Osten och Malin Axelsson                               | Maria Löfgren                                          | Stockholms stadsteater                      |                       |
| 2007 | Don Carlos Don Karlos                                                        | Friedrich Schiller Översättning Ragnar Strömberg                                | Eva Bergman                                            | Göteborgs stadsteater                       |                       |
| 2010 | Jerusalem 2010                                                               | Eva Bergman                                                                     | Eva Bergman                                            | Dramaten                                    |                       |
| 2011 | Resan till Melonia                                                           | Per Åhlin                                                                       | Sara Cronberg                                          | Helsingborgs stadsteater                    |                       |
| 2011 | Natten är dagens mor                                                         | Lars Norén                                                                      | Björn Melander                                         | Dramaten                                    |                       |
| 2013 | Necronomicon                                                                 | H.P. Lovecraft                                                                  | Rikard Lekander                                        | Dramaten                                    |                       |
| 2014 | Natten den 28 februari                                                       | Ninna Tersmann och ensemblen                                                    | Kjell Moberg                                           | Riksteatern                                 | Scenografi            |
| 2015 | Karlsson på taket                                                            | Astrid Lindgren                                                                 | Alexander Öberg                                        | Göteborgs stadsteater Flyttad till Dramaten | Scenografi            |
| 2015 | Momo eller Kampen om tiden Momo                                              | Michael Ende                                                                    | Allan Svensson                                         | Kulturhuset Stadsteatern                    |                       |
| 2015 | Farmor och vår Herre                                                         | Hjalmar Bergman                                                                 | Maria Löfgren                                          | Kulturhuset Stadsteatern                    |                       |
| 2016 | Sommarregler Rules of summer                                                 | Shaun Tan Dramatisering Isabel Cruz Liljegren, Mats Kjelbye och Rasmus Lindberg | Lars-Eric Brossner                                     | Angereds teater                             | Scenografiidé         |

## Priser och utmärkelser
- 2005 – Teaterförbundets guldmedalj för utomordentlig konstnärlig gärning[15]
- 2013 – Per Ganneviks stipendium[16]
- 2016 – Medeapriset[17]